# Toudgha El Oulia
Toudgha El Oulia (en àrab تودغى العليا, Tūdḡà al-ʿUlyāʾ; en amazic ⵜⵓⴷⵖⴰ ⵓⴼⵍⵍⴰ) és una comuna rural de la província de Tinghir, a la regió de Drâa-Tafilalet, al Marroc. Segons el cens de 2014 tenia una població total de 5.476 persones.